# Paurodontidae
Paurodontidae — родина ссавців пізньої юри — ранньої крейди ряду Dryolestida. Залишки пауродонтидів були знайдені в США, Великій Британії, Португалії та Танзанії. Група, ймовірно, представляє парафілетичну групу базальних недриолестидних дріолестиданів. Вважається, що пауродон полював дощових черв'яків через морфологію його зубів, дуже схожих на зуби золотого крота роду Amblysomus.